# Live and Burning
Live and Burning — концертний альбом американського музиканта Сона Сілса, випущений у 1978 році лейблом Alligator.

## Опис
Live and Burning був записаний у невеликому чиказькому клубі Wise Fools Pub, де Сон Сілс виконує спокійну «Call My Job» Детройта Джуніора, «I Can't Hold Out» Елмора Джеймса, власну «Help Me, Somebody» — разом з чудовим гуртом з А. К. Рідом на саксофоні, гітаристом Лейсі Гібсоном, піаністом Альберто Джанквінто, басистом Снеппером Мітчумом і ударником Тоні Гуденом.
Журнал «Guitar Player» (США) у своїй рецензії після виходу альбому, назвав його «одним з найкращих живих альбомів з електричного блюзу за останні роки… спонтанна справжня енергетика».

## Список композицій
1. «I Can't Hold Out» (Елмор Джеймс) — 4:14
2. «Blue Shadows Falling» (Ллойд Гленн) — 6:14
3. «Funky Bitch» (Сон Сілс) — 3:44
4. «The Woman I Love» (Б. Б. Кінг, Джо Джосі) — 7:09
5. «Help Me, Somebody» (Сон Сілс) — 5:20
6. «She's Fine» (А. К. Рід) — 3:42
7. «Call My Job» (Ел Перкінс, Емері Вільямс, мол.) — 4:40
8. «Last Night» (Волтер Джейкобс) — 6:42
9. «Hot Sauce» (Сон Сілс) — 3:01

## Учасники запису
- Сон Сілс — вокал, гітара
- А. К. Рід — тенор-саксофон
- Лейсі Гібсон — гітара
- Альберто Джанквінто — фортепіано (8)
- Снеппер Мітчум — бас-гітара
- Тоні Гуден — ударні

Технічний персонал
- Брюс Іглауер, Річард Макліз, Сон Сілс — продюсери
- Кен Расек — запис
- Фредді Брайтберг — змішування на Curtom Studios, Чикаго, Іллінойс
- Марк ПоКемпнер — фотографії [обкладинка]
- Ross & Harvey Graphics — дизайн альбому